# میدو ویستا (کالیفرنیا)
میدو ویستا (به انگلیسی: Meadow Vista) یک منطقهٔ مسکونی در ایالات متحده آمریکا است که در شهرستان پلاسر، کالیفرنیا واقع شده‌است. میدو ویستا ۱۴٫۰۸۰ کیلومتر مربع مساحت و ۳٬۲۱۷ نفر جمعیت دارد و ۵۲۲ متر بالاتر از سطح دریا واقع شده‌است.